# Angelo Mazzola
Angelo Mazzola (Bergamo, 11 maggio 1887 – Bergamo, 2 ottobre 1974) è stato un compositore e chitarrista italiano.

## Biografia
Nato a Bergamo nel 1887, inizia suonare la chitarra all'età di 12 anni sotto la guida di Antonio Lavezzari. Nel 1907 è cofondatore e primo chitarrista dell'Estudiantina Bergamasca, storico gruppo musicale lombardo. Forma successivamente anche il "Quartetto Mandolinistico Mazzola", con il quale si esibisce in tutta Italia.
Compositore autodidatta, in breve tempo scrive opere per chitarra sola, per chitarra e mandolino o violino, per quartetto e per orchestra a plettro, sfruttando varie forme come la fantasia, il notturno, la canzone e la serenata, costituendo una delle figure preminenti nel panorama chitarristico e mandolinistico dell'epoca.
La sua ouverture Wanda, per orchestra a plettro, è scelta nel 1954 come brano d'obbligo nella categoria eccellenza al Grand concours national et international de chant et de musique di Lussemburgo. Le sue composizioni hanno avuto diffusione soprattutto nella prima metà del Novecento, ma sono interpretate anche in epoca contemporanea, e in Giappone grazie all'opera del musicologo Mitsutama Okamura.
Il primo catalogo completo delle sue opere viene pubblicato nel 1976 dalla rivista giapponese Frets. Copia delle sue composizioni per mandolino sono conservate nella collezione della Doshisha University di Kyoto, una delle maggiori al mondo.
La raccolta completa della sua produzione, settantuno opere manoscritte in tre volumi e un compact disc con le registrazioni originali, viene donata nel 2004 alla Biblioteca Civica Angelo Mai di Bergamo. Nella donazione è compresa anche l'antica chitarra di Mazzola, costruita intorno al 1850 dal liutaio Antonio Rovetta di Bergamo, locandine d'epoca e altro materiale storico.

## Premi
- Premio Carlo Munier, Milano, 7 novembre 1923.